# The Littlest Magdalene
The Littlest Magdalene è un cortometraggio muto del 1916 diretto da Burton George.

## Produzione
Il film fu prodotto dalla Edison Company.

## Distribuzione
Distribuito dalla General Film Company, il film - un cortometraggio in tre bobine - uscì nelle sale cinematografiche degli Stati Uniti il 16 maggio 1916.